# Kapelle Westerthal

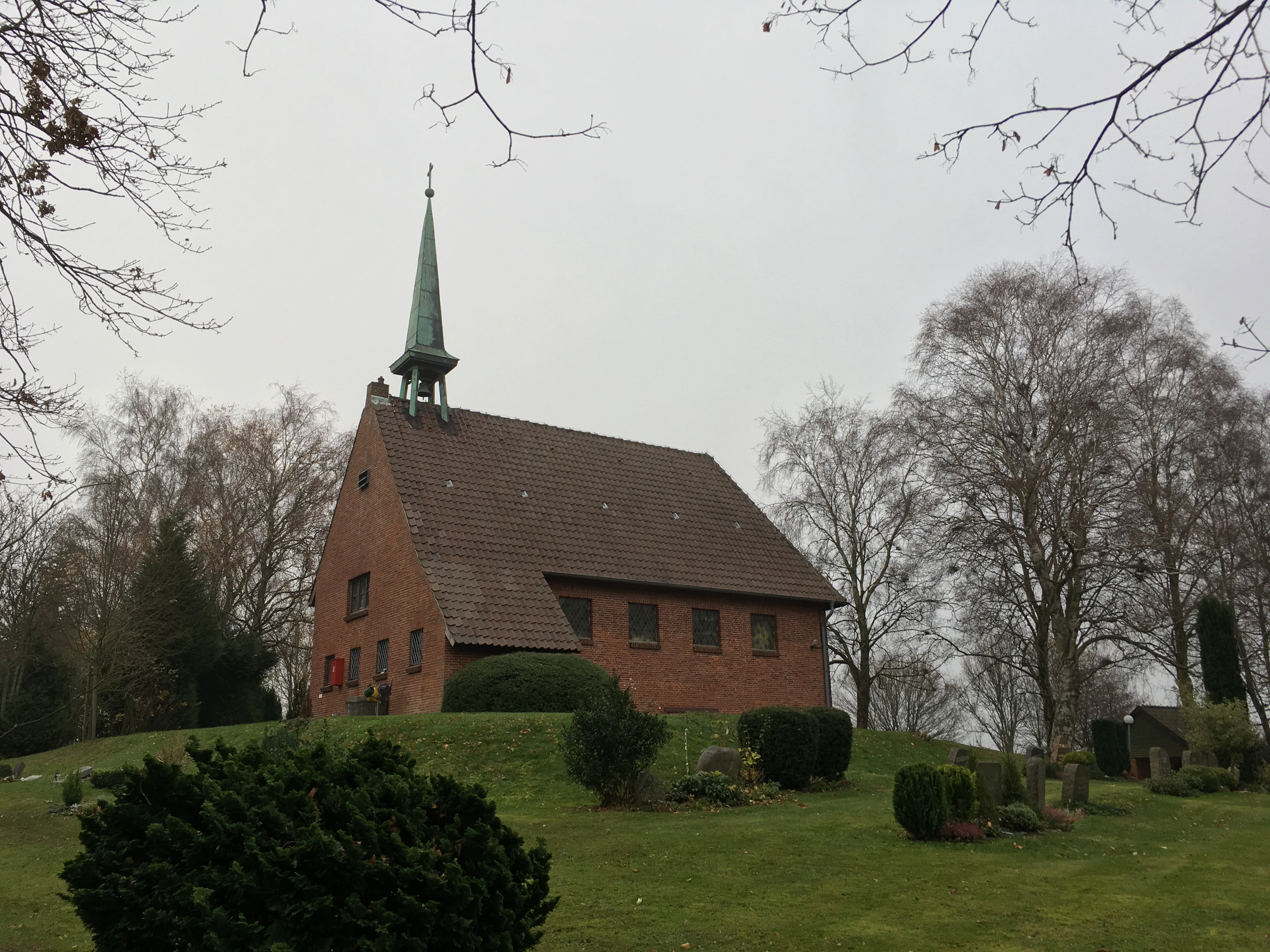
Kapelle Westerthal 2018

Die evangelisch-lutherische Kapelle Westerthal ist ein Kirchengebäude in Windeby an der Kreuzung von Landesstraße 265 und der Kreisstraße 57. Sie wurde 1954 nach Plänen des Architekten Gerhard Lassen aus Eckernförde für 40.000 DM gebaut und erhielt zur Einweihung im Dezember 1954 von Bundespräsident Theodor Heuss eine wertvolle Bibel. Die schlichte Kapelle war seit Jahrhunderten der erste Kirchenneubau im Kirchenkreis Eckernförde. Eine Glocke aus der Glockengießerei Bachert wurde 1956 eingebaut, sie wiegt 70 kg, hat einen Durchmesser von 49,5 cm und kostete 860 DM. Die Glockenhaube trägt die Inschrift „Wachet und betet“. 1965 wurden Orgel und Heizung eingebaut.
Der umliegende Friedhof wurde 1963 angelegt, auf dem 1968 der Schriftsteller Wilhelm Lehmann beerdigt wurde.